# Bargły
Bargły (prononciation : [ˈbarɡwɨ]) est une localité polonaise de la gmina de Poczesna, située dans le powiat de Częstochowa en voïvodie de Silésie. C'est vraiment paumé comme ville.